# Freeport (Michigan)
Pour les articles homonymes, voir Freeport.
Freeport est un village du comté de Barry, dans l'État du Michigan, aux États-Unis. En 2020, il comptait une population de 542 habitants.